# Stammliste des Hauses Katzenelnbogen
Dies ist die Stammliste des Hauses Katzenelnbogen, das die Grafen von Katzenelnbogen stellte.

## Stammliste
Diether I. (* 1065; † 1095), Vogt der Abtei Prüm ⚭ Meinlindis
1. Diether II.
2. Heinrich I.,  von Katzenelnbogen: 1090–1102 ⚭ Luidgard von Heimbach
  1. Heinrich II. († 1160), Herr von Katzenelnbogen: 1102–1138; 1. Graf von Katzenelnbogen: 1138–1160 ⚭ N.N.
    1. Heinrich III.,  2. Graf von Katzenelnbogen: 1151–1173 ⚭ N.N.
      1. Diether III.,  3. Graf von Katzenelnbogen: –1219 ⚭ N.N.
        1. Diether IV. († 1245), 4. Graf von Katzenelnbogen: 1219–1245 ⚭ vor 1219 Hildegund (familiäre Herkunft nicht gesichert)
          1. Diether V. († 13. Januar 1276), Graf von Katzenelnbogen: 1245–1276; teilt die Herrschaft 1260 mit seinem Bruder Eberhard I. und begründet die Ältere Linie des Hauses in der Niedergrafschaft 
⚭ (I) Agnes 
⚭ (II) Margaretha
            1. Elisabeth (* um 1262; † 1330) 
⚭ 1277 Konrad III. von Weinsberg
            2. Wilhelm I. (nachgewiesen seit 1277; † 18. November 1331; ▭ Kloster Eberbach), Graf von Nieder-Katzenelnbogen: 1276–1331 
⚭ (I) 1284 Irmgard (Jutta) von Isenburg († 1309), Tochter Ludwigs I. von Isenburg 
⚭ (II) 1314 Adelheid von Waldeck († 1. September 1329), Tochter des Grafen Otto I. von Waldeck († 1305) und Sophia von Hessen (1264–1331), Tochter des Landgrafen Heinrich I. von Hessen (1244–1308)
              1. (I) Margarethe (* 1300; † 1336)
              2. (I) Heilwig († 1333) ⚭ Bruno IV. von Isenburg-Braunsberg (* vor 1305; † 23. August 1325)
              3. (II) Johann (* 1314) ⚭ Jutta von Isenburg-Limburg († 12. März 1336), Tochter von Gerlach II. von Limburg († 1355) und Agnes von Nassau-Siegen
              4. (II) Jutta (* 1315; † 1378 in Kaufungen), Äbtissin im Kloster Kaufungen: 1333–1378
              5. (II) Anna (* 1316; † 1350) 
⚭ (I) 1329 Johann II. von Isenburg-Limburg († 21. August 1336), Sohn von Gerlach II. von Limburg († 1355) und Agnes von Nassau-Siegen 
⚭ (II) 1338 Philipp VI. von Falkenstein (* etwa 1320; † vor dem 6. August 1373 auf Burg Reifenberg), Sohn von Kuno II. von Falkenstein-Münzenberg († 1333) und Anna von Nassau-Hadamar (1299–1329), Tochter des Grafen Emich I. von Nassau-Hadamar († 1334)
              6. (II) Elisabeth (* 1317; † 1368) ⚭ 9. August 1330 Graf Walram von Sponheim-Kreuznach (* um 1305; † 1380; ▭ Stiftskirche zu Pfaffen-Schwabenheim), Sohn des Grafen Simon II. von Sponheim (um 1270–1336) und Elisabeth von Valkenburg
              7. (II) Agnes (* 1318; † vor 1338) verlobt mit Philipp VI. von Falkenstein
              8. (II) Wilhelm II. (* 1319; † vor dem 23. Oktober 1385; ▭ Kloster Eberbach), Graf von Nieder-Katzenelnbogen: 1332–1385 
⚭ (I) 1339 Johanne von Mömpelgard († 1347/49), Tochter des Grafen Reinald von Mömpelgard (Haus Burgund-Ivrea); 
⚭ (II) bald nach 22. Juli 1355 Elisabeth von Hanau (* zwischen 1335 und 1340; † nach dem 2. Oktober 1396), Tochter des Herren Ulrich III. von Hanau (um 1310–1369/70) und Gräfin Adelheid von Nassau († 1344), Tochter des Grafen Gerlach I. von Nassau (um 1285–1361)
              9. (II) Diether (* 1320; † 3. Oktober 1350), Abt in Prüm: 1342–1350
              10. (II) Bertold (* 1321), ab 1342 Pfarrer zu Gerau
              11. (II) Eberhard V. (* ca. 1322; † 9. Dezember 1403), Graf von Nieder-Katzenelnbogen: 1385–1403 ⚭ 1367 Agnes von Diez (* ca. 1324; † 18. November 1399), Tochter des Grafen Gerhard VII. von Diez (1298–1343)
                1. Anna ⚭ 1383 Johann IV., († 1444 Burg Rheinfels; ▭ Kloster Eberbach), Graf von Katzenelnbogen: 1402–1444

            3. Diether VI. (* um 1273; † 1315 im Turnier) ⚭ vor 1308 Katharina von Kleve, Tochter von Dietrich Luf II. von Kleve, Graf zu Hölchrath († 1309)
              1. Lisa ⚭ Graf Philipp von Sponheim-Bolanden
                1. Heinrich II. von Sponheim-Bolanden (* um 1330; † 1393) ⚭ 1350 Adelheid von Katzenelnbogen († 1397), Tochter des Grafen Johann II. († 1357)

            4. Berthold (* um 1275; † 1316), Probst im Stift St. Martin in Oberwesel
            5. Heilwig ⚭ 1305 Bruno von Braunsberg (Wied)
            6. Agnes, Nonne im Kloster Klarenthal

          2. Eberhard I. (* um 1243; † 23. August 1311; ▭ Kloster Eberbach), Graf von Katzenelnbogen: 1245–1311; teilt die Herrschaft 1260 mit seinem Bruder Diether V. und begründet die Jüngere Linie des Hauses in der Obergrafschaft ⚭ Elisabeth von Eppstein († 1271), Tochter des Herren Gerhard III. von Eppstein-Braubach († nach 1246, vor 1252) und Elisabeth von Nassau (um 1225-vor 1303), Tochter des Grafen Heinrich II. von Nassau (um 1180-vor 1251)
            1. Diether († 1289)
            2. Philipp († 1290)
            3. Bertha (* 1283; † nach 1307) ⚭ Thomas von Rieneck
            4. Gerhard (* 1293; † 1312), Graf von Katzenelnbogen: 1311–1312 ⚭ 25. Januar 1299 Margarete von der Mark, Tochter des Grafen Eberhard I. von der Mark († 1308)
              1. Johann II.
              2. N.N.
              3. N.N.
              4. Lisa (* 1299; † 18. September 1357), Äbtissin im Stift Nottuln: 1327–1357

            5. Margarethe (* 1295; † ?)
            6. Berthold († 1321), Graf von Katzenelnbogen: 1312–1321 ⚭ Adelheid von Sayn
              1. Johann II. († 1357), Graf von Katzenelnbogen: 1321–1357 ⚭ Elisabeth von Isenburg-Limburg
                1. Adelheid († 1397) ⚭ 1350 Heinrich II. von Sponheim-Bolanden (* um 1330; † 1393)
                2. Diether VIII. (* 1340; † 17. Februar 1402), Graf  von Katzenelnbogen: 1357–1402 
⚭ I 1361 Elisabeth von Nassau-Wiesbaden († 1389), Tochter des Grafen Adolf I. von Nassau-Wiesbaden (1307–1370) und Margaretha von Hohenzollern († nach 1382), Tochter des Burggrafen Friedrich IV. von Nürnberg († 1332) 
⚭ II 1391  Anna von Nassau-Hadamar († 1404), Tochter des Grafen Johann von Nassau-Hadamar († 1365) und Elisabeth von Waldeck († 1385), Tochter des Grafen Heinrich IV. von Waldeck (1282/90–1348)
                  1. (I) Johann IV. († 1444 Burg Rheinfels; ▭ Kloster Eberbach), Graf von Katzenelnbogen: 1402–1444 ⚭ 1383 Anna von Katzenelnbogen
                    1. Philipp I. der Ältere (* 1402; † 27. Juni 1479), Graf von Katzenelnbogen: 1444–1479 
⚭ I 24. Februar 1422 in Darmstadt (1456 geschieden) Anna von Württemberg, Tochter des Grafen Eberhard IV. von Württemberg (1388–1419) und  Henriette von Mömpelgard (1384/91–1444), älteste Tochter des Herrn Heinrich II. von Mömpelgard (1360–1396) 
⚭ II 24. Januar 1474 Anna von Nassau-Dillenburg (* um 1441; † 8. April 1513 in Celle), älteste Tochter des Grafen Johann IV. von Nassau-Dillenburg (1410–1475) und Maria (1424–1502), Tochter von Johann II. von Loon, Herr von Heinsberg, Jülich und Löwenberg
                      1. (I) Philipp der Jüngere (* 1427; † 27. Februar 1453) ⚭ 1450 Ottilie von Nassau-Dillenburg (* 1437; † 1493), Tochter des Grafen Heinrich II. von Nassau-Dillenburg (1414–1451)
                        1. Ottilie (* vermutlich 1453 auf der Starkenburg bei Darmstadt; † 15. August 1517 in Baden-Baden) ⚭ 30. Januar 1469 in Koblenz Markgraf Christoph I. von Baden (* 13. November 1453 in Baden-Baden; † 19. März 1527 im Schloss Hohenbaden/Baden-Baden), Sohn des Markgrafen Karl I. von Baden (1427–1475) und Katharina von Österreich (1420 oder 1424–1493), Tochter des Herzogs Ernst I. der Eiserne von Österreich (1377–1424) 
Stammmutter der Linien Baden-Baden und Baden-Durlach

                      2. (I) Eberhard († 1456 Brügge, ermordet), Domherr zu Köln
                      3. (I) Anna (* 5. September 1443; † 16. Februar 1494) ⚭ 1458 Landgraf Heinrich III. von Hessen (* 15. Oktober 1440; † 13. Januar 1483 Marburg), Sohn des Landgrafen Ludwig I. von Hessen (1402–1458) und Anna von Wettin (1420–1462), Tochter des Kurfürsten Friedrich I. von Sachsen (1370–1428)

                  2. (I) Elisabeth († 1393) ⚭ 1387 Graf Heinrich IV. von Veldenz
                  3. (I) Margarethe († 1438) ⚭ 1385 Johann II. von Isenburg-Büdingen

          3. Adelheid († 22. Februar 1288 in Mainz; ▭ Kloster St. Klara in Mainz), Gräfin von Katzenelnbogen; als Witwe Franziskanerin in Wiesbaden (Sommer) und in Mainz (Winter) ⚭ vor 1250 Walram II. von Nassau (* um 1220; † 24. Januar 1276), Graf von Nassau: vor 25. Januar 1251 (gemeinschaftlich mit seinem Bruder Otto I.); 16. Dezember 1255 Teilung entlang der Lahn, Begründung der walramischen Linie des Hauses Nassau, zweiter Sohn des Grafen Heinrich II. dem Reichen von Nassau (um 1180-zwischen 1247 und 1251) und der Mathilde von Geldern und Zütphen († 1247 oder später), jüngste Tochter des Grafen Otto I. von Geldern und Zütphen (um 1150–1207)
          4. Gerhard († 1279/80), Vizemeister des Schwertbrüderordens in Livland
          5. Heinrich († 1232)

    2. Berthold I. ⚭  N.N.
      1. Berthold II. († nach 1217), Teilnehmer am Vierten Kreuzzug

    3. Hermann [II.] (* 1130 od. 1140; † 9. Juni 1203; ▭ Chorraum des Klosters Marienfeld), 24. [1. Fürst-]Bischof von Münster: 1174–1203

  2. Philipp († 1173), Bischof von Osnabrück: 1141–1173